# 고란 스토야노비치 (1977년)
고란 스토야노비치(세르비아어: Горан Стојановић, Goran Stojanović, 아랍어: غوران ستويانوفيتش, Guran Stuyanuvish, 1977년 2월 24일 )는 몬테네그로 출신 카타르의 핸드볼 선수로 포지션은 골키퍼이다. 세르비아의 핸드볼 팀에서 뛰다가 2004년에 스위스로 건너가 활동했으며, 이후 2005년부터 독일 분데스리가의 팀에서 활약하였고, 2014년에 카타르로 귀화하여 카타르 국가대표로 활약했다.

## 클럽 경력
현재의 몬테네그로의 도시인 바르 출신으로 지역 클럽인 모르나르 바르의 유소년팀에 입단하여 활동했다. 이후 모르나르 바르 성인팀, 에폭시드 프리보이, 츠르베나 즈베즈다, 로브첸 체티네 등의 유고 연방의 클럽에서 활동하다가 2004년에 자신의 첫 해외 팀인 스위스 나치오날리가 A의 그라스호퍼 클럽 취리히로 이적하여 1년 간 뛰었고, 이후 독일 분데스리가의 VfL 풀링겐에 입단하면서 독일 리그에 입성하였다. 1년 후에 VfL 구머스바흐로 이적하면서 주전 골키퍼로 활동했으며, 총 5년간 뛰었다.
2011년에는 같은 분데스리가의 팀인 라인네카어 뢰벤으로 이적했으며, 2009년 EHF컵에서 우승에 기여하는 활약했으나 2013년에 무릎 부상을 입는 바람에 몇 번의 경기에는 출전하지 못했다. 이후 2014년 6월 30일에 카타르 리그의 엘자이시 SC와 3년 간 계약을 맺었다.

## 국가대표팀 경력
2003년에 유고슬라비아 핸드볼 국가대표팀의 일원으로 활동했으며 10경기에 출전했다. 이후 몬테네그로의 독립 후에는 자신이 태어난 곳인 몬테네그로 국적을 선택하였다. 이후 몬테네그로 대표팀의 골키퍼로 활동하며 2012년 유럽 핸드볼 선수권 대회 예선에 참가하는 등 43번의 국제 경기에 출전했다.
2013년 말에 2015년 세계 선수권 대회 개최국인 카타르로 귀화 요청을 수락하고 카타르 국가대표 선수가 되었다. 이후 2014년 1월에 바레인의 마나마에서 열린 아시아 핸드볼 선수권 대회에 카타르 국가대표 데뷔전을 치뤘으며, 카타르는 이 대회에서 개최국 바레인을 꺾고 우승을 차지했다. 이후 같은 해 9월에 대한민국의 인천광역시에서 열린 아시안 게임에 카타르 국가대표로 참가하여 전 경기에서 승리하고 결승전에서 개최국 대한민국을 누르고 우승을 차지했다.